# Spycker
Spycker település Franciaországban, Nord megyében. Lakosainak száma 1725 fő (2022. január 1.). Spycker Grande-Synthe, Armbouts-Cappel, Brouckerque, Dunkerque és Pitgam községekkel határos.

## Népesség
A település népessége az elmúlt években az alábbi módon változott:
| Lakosok száma | 1673 | 1762 | 1834 | 1807 | 1804 | 1806 | 1779 | 1752 | 1725 |
|               | 2013 | 2015 | 2016 | 2017 | 2018 | 2019 | 2020 | 2021 | 2022 |